# Maxim Borodin
Maxim Borodin (rusky Максим Бородин, 1985 – 15. dubna 2018 Jekatěrinburg, Rusko) byl ruský investigativní novinář. Pracoval pro mediální agenturu Nový den, zaměřoval se na problematiku zločinu a korupce.

## Život
Podle hodnocení svých známých byl Borodin vynikající novinář, někdy však příliš horlivý a občas zveřejňoval i neověřené informace. Postupně bylo čím dál méně médií ochotno zveřejňovat jeho texty. Krátce před svou smrtí psal o smrti několika desítek ruských žoldáků z tzv. Wagnerovy skupiny, privátní ruské ozbrojené jednotky bojující od roku 2015 v syrské občanské válce, kteří zemřeli při americkém bombardování města Dajr az-Zaur 7. února 2018. Za ozbrojenou jednotkou stál podnikatel Jevgenij Prigožin, mající blízko k prezidentu Putinovi. Tatáž skupina měla údajně operovat i na Krymu v době, kdy se rozhodovalo o jeho připojení k Rusku, a následně na východě Ukrajiny.

### Nevyjasněná smrt
Dne 12. dubna 2018 vypadl tehdy 32letý novinář z okna či balkonu svého bytu v pátém patře v Jekatěrinburgu, a to za dosud nevyšetřených okolností. Na následky pádu 15. dubna 2018 zemřel v městské nemocnici č. 23, aniž by znovu nabyl vědomí. O jeho smrti reportovala média mnoha zemí světa.
Úřady jeho smrt začaly vyšetřovat jako sebevraždu a její případnou kriminální povahu označily za nepravděpodobnou, podle policejního mluvčího byly dveře jeho bytu zamčené bez známek násilného vniknutí, klíče uvnitř, nebyl však nalezen žádný dopis na rozloučenou. Šéfredaktorka agentury RIA Nový den uvedla, že nevěří v sebevražednou ani náhodnou Borodinovu smrt. Borodinův kamarád Vjačeslav Baškov po jeho smrti na Facebooku uvedl, že mu Borodin krátce předtím brzy ráno volal, že jeho dům obklíčili maskovaní příslušníci „bezpečnostních sil“, a žádal ho, aby mu sehnal právníka. O hodinu později volal, že se spletl a nejspíš šlo jen o cvičení. Jiný Borodinův přítel, aktivista Leonid Volkov k jeho smrti uvedl, že „čestné novináře málokdo potřebuje“.
Organizace jako např. Reportéři bez hranic nebo OBSE apelovaly na důkladné objasnění případu.
Tři měsíce po Borodinově smrti zemřeli ve Středoafrické republice další tři ruští novináři, kteří se stejně jako on zabývali aktivitami Wagnerovy skupiny. Pracovali na projektu, za nímž stál ruský oligarcha a přední Putinův kritik Michail Chodorkovskij. „Vypadá to jako zatraceně velká náhoda, že všichni čtyři ruští investigativní novináři, kteří v posledních měsících zemřeli, se zabývali právě Wagnerovou skupinou“, uvedla rusko-americká novinářka Julia Ioffe.